# Pensford
Pensford est une petite ville du comté du Somerset, en Angleterre. Elle est peuplée d'environ 1000 habitants.

## Histoire
Au cours du XIVe au XVIe siècle, Pensford était un centre exploité pour sa laine. Et au cours des XIXe et XXe siècles, la principale industrie était l'extraction du charbon, L’exploitation ouverte en 1909 fermera en 1955.
En 1968, la ville subit une inondation majeure de la rivière Chew provoquant de graves dommages aux villes le long de son itinéraire.

## Monuments

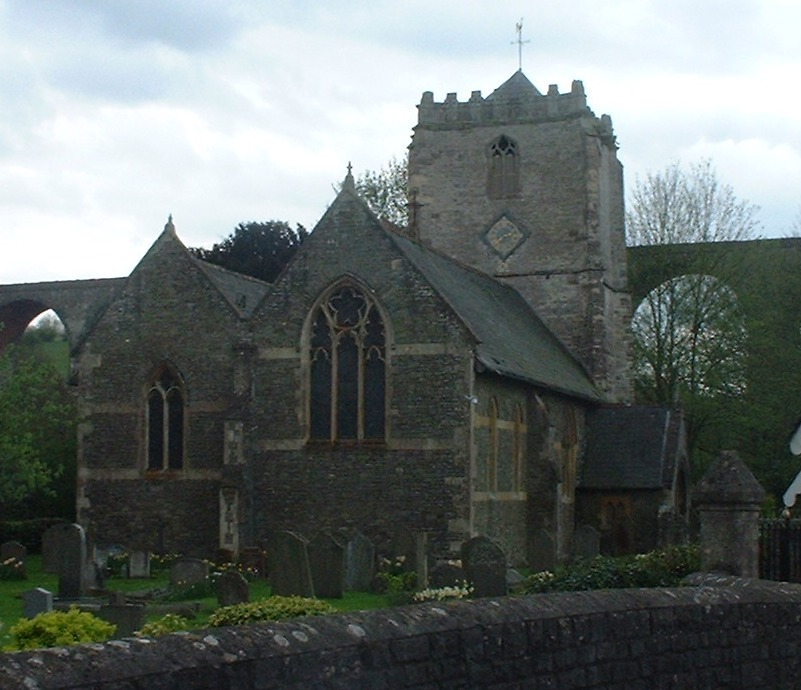

- L'église Saint Thomas est classée monument historique. En 1968, elle subit de nombreux dégâts lors d'inondations dues à la crue du Chew.

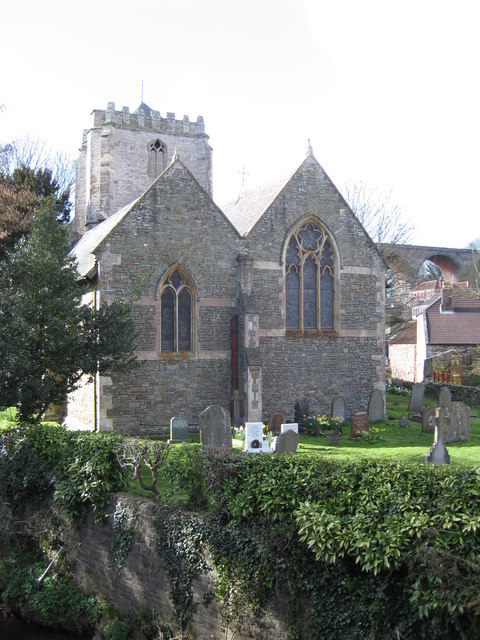
L'église
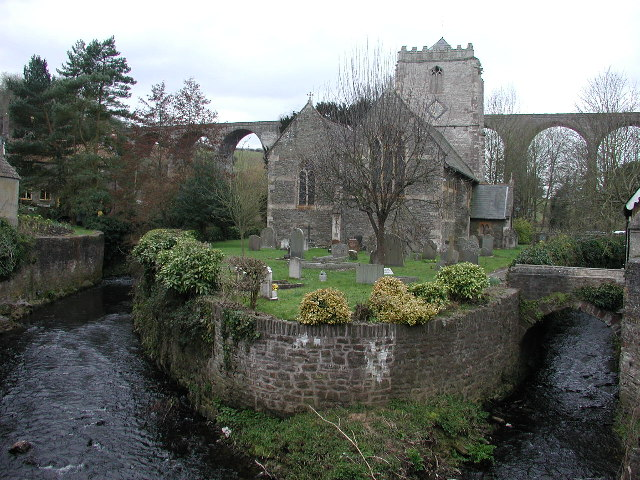
L'église.

- Le viaduc ferroviaire bâti en 1873 mais fermé aux trains en 1968, après la grande inondation du Chew, après quoi il a été jugé dangereux.

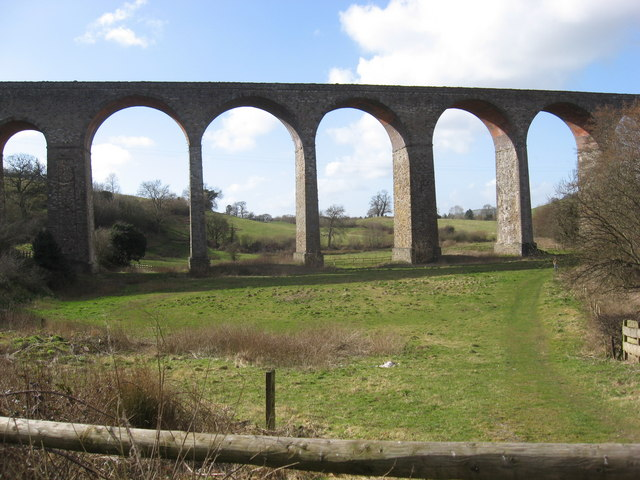
Le viaduc.
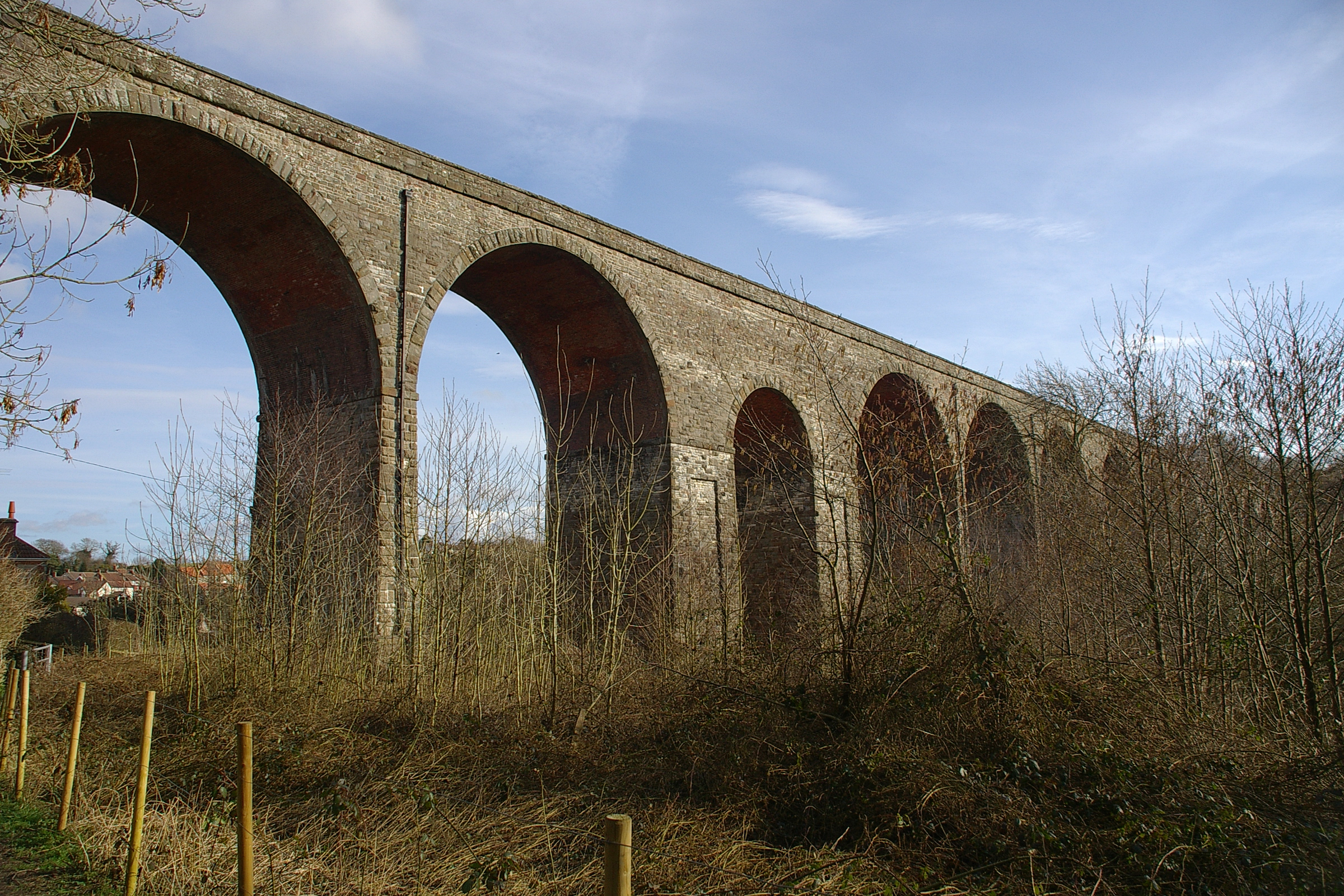
Le viaduc.